# Hidrogenfosfat de calci
L'hidrogenfosfat de calci és un compost inorgànic amb fórmula química CaHPO₄. Comunament també anomenat fosfat de dicalci, el prefix "di" té el seu origen en el fet que la formació de l'anió HPO₄2– implica l'extracció de dos protons de l'àcid fosfòric, H₃PO₄. Existeixen tres formes cristal·lines d'aquest compost: un dihidrat, CaHPO₄·2H₂O, que forma el mineral brushita; un hemihidrat, CaHPO₄·0.5H₂O; i anhidre, CaHPO₄, que forma el mineral monetita. Per sota de pH 4.8, les formes dihidrat i anhidre de l'hidrogenfosfat de calci són les més estables (insolubles). L'hidrogenfosfat de calci es fa servir com a additiu alimentari, es troba en alguns dentifricis com a agent polidor i és un biomaterial. En la forma dihidrat (brushita) es troba en alguns càlculs renals i càlculs dentals.

## Preparació
L'hidrogenfosfat de calci és produït fent reaccionar clorur de calci amb àcid fosfòric i hidròxid de sodi:
CaCl₂ + H₃PO₄ + 2 NaOH → CaHPO₄ + 2 NaCl + 2 H₂O
L'hidròxid de calci també es pot fer servir en comptes de l'àcid fosfòric i l'hidròxid de sodi. La neutralització a temperatura ambient de l'àcid fosfòric amb hidròxid de calci a pH 3-4 forma un precipitat del dihidrat. A 60 °C l'anhidre la forma és precipitada:
H₃PO₄ + Ca(OH)₂ → CaHPO₄·2H₂O
Un preparació industrial del dihidrat implica la reacció de H3PO4 amb una beurada de Ca(OH)2 per sota de 40 °C. Per impedir la degradació que formaria hidroxilapatita, s'afegeix difosfat de sodi o difosfat de magnesi octahidrat quan, per exemple, l'hidrogenfosfat de calci dihidrat es fa servir com a agent polidor en dentifricis.
Si s'escalfa el dihidrat al voltant de 65–70 °C, es forma CaHPO₄ anhidre com a precipitat cristal·lí, (típicament un cristall pla en forma de diamant, 7-9 μm).

## Usos
L'hidrogenfosfat de calci es va servir principalment com a suplement dietètic en cereals, menjar de gos, farina, i fideus instantanis. També es fa servir per a la fabricació en forma de pastilles d'algunes preparacions farmacèutiques, incloent-hi alguns productes per eliminar l'olor corporal. També es troba en alguns suplements dietètics de calci, en pinsos d'aviram i en dentifricis com a agent de control del tàrtar.